# Unidad periférica de Kavala
Kavala (en griego Περιφερειακή ενότητα Καβάλας) es una unidad periférica de Grecia. Según el censo de 2011, tiene una población de 124.917 habitantes.
Forma parte de Macedonia Oriental y Tracia. Su capital es Kavala. 

## División
La unidad regional de Kavala se subdivide en 3 municipios (en paréntesis el número de referencia del mapa):
- Kavala (1)
- Nestos (2)
- Pangaio (3)